# Bob Nash
Robert Lee "Bob" Nash Jr. (Hartford, Connecticut, 24 de agosto de 1950) es un exjugador y entrenador de baloncesto estadounidense que jugó cuatro temporadas en la NBA, además de hacerlo en la ABA y en la liga sueca. Con 2,03 metros de altura, lo hacía en la posición de alero.

## Trayectoria deportiva

### Universidad
Tras jugar dos temporadas en el pequeño Community College de San Jacinto, jugó otras dos con los Rainbow Warriors de la Universidad de Hawái, en las que promedió 16,8 puntos y 13,6 rebotes por partido. En esos dos años llevó al equipo a la postemporada, incluida la primera aparición de los Warriors en el Torneo de la NCAA. todavía mantiene los récords de más rebotes en un partido (30) y en una temporada (361).

### Profesional
Fue elegido en la novena posición del Draft de la NBA de 1972 por Detroit Pistons, y también por los Utah Stars de la ABA, eligiendo la primera opción. Jugó dos temporadas con los Pistons, siendo uno de los últimos jugadores del banquillo. En su segunda temporada, jugando 8 minutos por encuentro, promedió 3,0 puntos y 2,1 rebotes por partido.
Tras ser cortado en Detroit, fichó como agente libre por San Diego Conquistadors de la ABA, donde mejoró algo su situación, promediando en los 17 partidos disputados 3,9 puntos y 3,2 rebotes. Tras verse sin equipo, se fue a jugar a la liga sueca, ganando dos años consecutivos el campeonato con la camiseta del Alvik Stockholm.
En 1977 regresa a la NBA, firmando con Kansas City Kings. Allí juegaría sus dos mejores campañas en suelo norteamericano, promediando en la última de ellas 6,4 puntos y 2,5 rebotes por partido. A pesar de ello, los Kings decidieron no renovarle el contrato, decidiendo retirarse.

### Entrenador
En 1987 se convierte en entrenador asistente de su alma mater, la Universidad de Hawái, puesto que ocupa durante 20 temporadas hasta que en 2007 es nombrado entrenador principal del equipo, donde se mantuvo hasta 2010, año en el que se marchó a la B.League japonesa, entrenando en aquel país desde entonces. Actualmente dirige al Rizing Zephyr Fukuoka.

## Estadísticas de su carrera en la NBA y la ABA

### Temporada regular
| Temporada | Edad | Equipo                  | Liga  | P   | TIT | MIN  | TC  | TCA | %TC  | 3P  | 3PA | %3P  | TL  | TLA | %TL  | R.OF. | R.DEF. | REB | ASIS | ROB | TAP | PER | FP  | PTS |
| 1972-73   | 22   | Detroit Pistons         | NBA   | 36  |     | 4.7  | 0.4 | 2.0 | .222 |     |     |      | 0.3 | 0.5 | .647 |       |        | 0.9 | 0.4  |     |     |     | 0.8 | 1.2 |
| 1973-74   | 23   | Detroit Pistons         | NBA   | 35  |     | 8.0  | 1.2 | 3.3 | .357 |     |     |      | 0.7 | 1.1 | .615 | 0.9   | 1.2    | 2.1 | 0.4  | 0.1 | 0.3 |     | 1.0 | 3.0 |
| 1974-75   | 24   | San Diego Conquistadors | ABA   | 17  |     | 10.3 | 1.6 | 4.6 | .346 | 0.0 | 0.1 | .000 | 0.8 | 1.1 | .722 | 1.2   | 2.1    | 3.2 | 0.7  | 0.2 | 0.1 | 0.9 | 1.8 | 3.9 |
| 1977-78   | 27   | Kansas City Kings       | NBA   | 66  |     | 12.1 | 2.4 | 4.6 | .516 |     |     |      | 0.8 | 1.0 | .725 | 1.1   | 1.4    | 2.6 | 0.7  | 0.4 | 0.3 | 0.7 | 1.1 | 5.5 |
| 1978-79   | 28   | Kansas City Kings       | NBA   | 82  |     | 15.9 | 2.8 | 6.4 | .435 |     |     |      | 0.8 | 1.0 | .802 | 0.9   | 1.6    | 2.5 | 0.9  | 0.4 | 0.2 | 1.0 | 1.6 | 6.4 |
| Total     |      |                         | TOTAL | 236 |     | 11.6 | 2.0 | 4.6 | .429 | 0.0 | 0.1 | .000 | 0.7 | 1.0 | .729 | 1.0   | 1.5    | 2.3 | 0.7  | 0.3 | 0.2 | 0.9 | 1.3 | 4.7 |
|           |      |                         | NBA   | 219 |     | 11.7 | 2.0 | 4.6 | .435 |     |     |      | 0.7 | 1.0 | .730 | 1.0   | 1.5    | 2.2 | 0.7  | 0.3 | 0.2 | 0.9 | 1.3 | 4.7 |
|           |      |                         | ABA   | 17  |     | 10.3 | 1.6 | 4.6 | .346 | 0.0 | 0.1 | .000 | 0.8 | 1.1 | .722 | 1.2   | 2.1    | 3.2 | 0.7  | 0.2 | 0.1 | 0.9 | 1.8 | 3.9 |

### Playoffs
| Temporada | Edad | Equipo            | Liga | P | MIN | TCA | TC | 3PA | 3P | TLA | TL | R.OF. | REB | ASIS | ROB | TAP | PER | FP | PTS | %TC  | %3P | %FT  | MIN  | PTS | REB | AST |
| 1978-79   | 28   | Kansas City Kings | NBA  | 5 | 64  | 8   | 27 |     |    | 8   | 10 | 6     | 11  | 0    | 0   | 4   | 7   | 10 | 24  | .296 |     | .800 | 12.8 | 4.8 | 2.2 | 0.0 |
| Total     |      |                   | NBA  | 5 | 64  | 8   | 27 |     |    | 8   | 10 | 6     | 11  | 0    | 0   | 4   | 7   | 10 | 24  | .296 |     | .800 | 12.8 | 4.8 | 2.2 | 0.0 |